# گل قشلاق (کوثر)
گل قشلاق یک روستا در ایران است که دراستان اردبیل دهستان سنجبد غربی واقع شده‌است. جمعیت روستای گل قشلاق در فصول مختلف سال متغیر است.